# 穆罕默德·阿薩夫
穆罕默德·阿薩夫 （阿拉伯語：محمد عساف，Mohammed Assaf，1989年9月1日—），本名穆罕默德·贾巴尔·阿杜拉曼·阿薩夫（阿拉伯語：محمد جبر عبدالرحمن عساف），是一位巴勒斯坦男歌手。他是阿拉伯世界大眾歌手選秀赛《阿拉伯偶像》的第二季冠军。作为巴勒斯坦人的阿薩夫的胜出在阿拉伯世界得到不少人的欢迎，而他也被联合国难民署委任为聯合國近東巴勒斯坦難民救濟和工程處的亲善大使。
阿薩夫出生于利比亚一个来自巴勒斯坦的中产家庭，一家人在他4岁的时候搬到加沙地带的难民营。他從來没有接受过正规的歌唱培训，但在成名前会在本地的婚礼上演唱。